# 伯奇比奇 (明尼蘇達州)
伯奇比奇（英語：Birch Beach）是位於美國明尼蘇達州伍茲湖縣普羅斯珀鎮區的一個非建制地區。

## 地理
伯奇比奇所處的海拔為高於海平面326米（即1070英呎），而該地所採用的時區為UTC-6，即北美中部時區（CST）。同時該地設有夏令時間，為UTC-6調快一小時，即UTC-5（CDT）。